# 여수 석보
여수 석보(麗水 石堡)은 대한민국 전라남도 여수시 여천동에 축조된 방형(方形)의 성곽시설이다. 1987년 1월 15일 전라남도의 기념물 제106호로 지정되었다가, 2012년 6월 22일 대한민국의 사적 제523호로 승격, 지정되었다.

## 사적 승격 사유
여수 석보는 조선 시대(15세기 중반) 널리 활용되었던 산지(山地)나 평산(平山)지역이 아닌 평지(平地)에 축조된 방형(方形)의 성곽시설인데 , 2차례의 발굴 조사와 학술대회 등을 통하여 유적의 성격을 확인하였다.
여수 석보는 처음에는 군사적인 방어위주의 석보(石堡, 돌로 쌓은 성)에서 출발하여 점차 관청용 물자비축의 창고(倉庫)와 장시(場市, 시장) 기능으로 활용되는 등 다양한 성격을 보여주고 있어 더욱 주목되는 유적이다.
또한 체성부(體城部․ 성벽의 몸체 부분)와 해자(垓子, ․성 주위에 둘러 판 못)의 잔존상태가 양호할 뿐만 아니라 , 15세기 중반 평지부에 방형으로 축조된 육군 진보(鎭堡 ․ 각 지방을 지키던 군사조직이 주둔하던 소규모의 성)로서 전구간에 걸쳐 첫째 단을 세워쌓기한 점, 대형의 지대석을 사용한 점 등은 다른 성곽에서는 찾기 힘든 시대적인 한정성․ 희소성을 지닌 귀중한 유적으로 평가된다.

## 참고 자료
- 여수 석보 - 국가유산청 국가유산포털